# Atletica leggera ai XVII Giochi del Mediterraneo - Lancio del martello femminile
Le gare di atletica leggera nella categoria lancio del martello femminile si sono tenute il 26 giugno 2013 al Nevin Yanıt Atletizm Kompleksi di Mersin.

## Calendario
Fuso orario EET (UTC+3).
| Data      | Ora   | Turno  |
| --------- | ----- | ------ |
| 26 giugno | 17:30 | Finale |

## Risultati
Le 4 atlete partecipanti disputano direttamente la finale, con un totale di sei lanci a disposizione per ciascuna. Il migliore dei sei lanci viene registrato come risultato finale.

### Finale
| Pos | Atleta                | Paese   | 1º    | 2º    | 3º    | 4º    | 5º    | 6º    | Risultato |
| --- | --------------------- | ------- | ----- | ----- | ----- | ----- | ----- | ----- | --------- |
|     | Jessika Guehaseim     | Francia | 66,19 | 67,14 | 64,92 | 66,31 | X     | 66,17 | 67,14     |
|     | Berta Castells Franco | Spagna  | X     | 65,95 | 64,67 | 61,92 | 65,57 | 66,16 | 66,16     |
|     | Silvia Salis          | Italia  | 62,52 | X     | X     | X     | X     | X     | 62,52     |
| 4   | Aysegul Alniacik      | Turchia | X     | X     | 60,18 | 61,25 | 62,23 | X     | 62,23     |